# Parc provincial de Barachois Pond
Le parc provincial de Barachois Pond (anglais : Barachois Pond Provincial Park) est un parc provincial de Terre-Neuve-et-Labrador (Canada situé près de Stephenville sur la route 1. Le parc a une superficie de 35 km2 et a été créée en 1961. Il doit son nom au plus grand lac du parc.